# Hugh Davies (compositeur)
Pour les articles homonymes, voir Hugh Davies et Davies.
Hugh Seymour Davies (Exmouth, 23 avril 1943 – Londres, 1er janvier 2005) est un musicologue, compositeur et inventeur d'instruments de musique expérimentale.

## Biographie
Après ses études à Westminster School, Davies étudie la musique au Worcester College d'Oxford de 1961 à 1964. Peu après, il effectue un voyage à Cologne pour travailler avec Karlheinz Stockhausen en tant qu'assistant personnel. Pendant deux ans, il monte et documente les compositions de Stockhausen et est exécutant aux concerts.
De 1968 à 1971, Davies joue dans un groupe appelé Music Improvisation Company [Compagnie d'improvisation musicale], spécialisé dans des partitions de Musique aléatoire. Le guitariste de l'ensemble, Derek Bailey écrit plus tard que « L'électronique en direct a servi à étendre la musique à la fois en avant et en arrière (...) Davies a contribué à desserrer ce qui avait été, jusqu'à son arrivée, une approche peut-être trop subtile ». Il est également membre du groupe Gentle Fire, actif de 1968 à 1975, spécialisé aussi dans la réalisation partitions indéterminée et aléatoires, ainsi que des compositions intuitives (intruitive music) – à l'instar de Stockhausen dans Aus den sieben Tagen – et dans l'exécution de ses propres Group Compositions,.
Davies a inventé environ 120 instruments de musique, sculptures sonores, installations sonores et jeux musicaux, qu'il construit à partir d'articles ménagers ; dont la moitié sont électro-acoustiques. Parmi eux, le shozyg, un nom générique qu'il utilise pour n'importe quel instrument logé à l'intérieur d'un inhabituel conteneur. Le nom est dérivé du premier de ces instruments trouvé dans le dernier volume d'une encyclopédie (couvrant les sujets de SHO– pour ZYG–).
À partir des années 1960, Davies apporte une contribution très importante à la documentation de l'histoire de la musique électronique et en 1968, publie un catalogue dans lequel il énumère – virtuellement – toutes les œuvres de musique électronique composées dans le monde entier. Grâce à ses recherches et documentation, Davies fait valoir qu'il caractérise pour la première fois la musique électronique en tant que champ véritablement interdisciplinaire et international.
Davies est également membre de l'Artist Placement Group, au milieu des années 1970.
Davies est le fondateur et premier directeur des studios de musique électronique (Electronic Music Studios) à l'Université Goldsmiths de Londres, entre 1968 et 1986 et ensuite exercé comme chercheur jusqu'en 1991.
Davies est chercheur et maître de Conférences en Art sonore à temps partiel au Centre for Electronic Arts, à l'Université du Middlesex de Londres de 1999 à la fin de sa vie.

## Écrits
- Répertoire internationale des musiques électroacoustics/International Electronic Music Catalog. Cambridge (MA), 1968
- « A History of Recorded Sound », Poésie sonore internationale, éd. H. Chopin. Paris, 1979, p. 13–40
- « A Survey of New Instruments and Sound Sculpture », Echo: the Images of Sound, éd. P. Panhuysen. Eindhoven, 1987, p. 6–20
- « L’univers sonore, les instruments et la musique de Luigi Russolo », Vitalité et contradictions de l’avant-garde: Italie–France 1909–1924, éd S. Briosi et H. Hillenaar. Paris, 1988, p. 255–262
- « A History of Sampling », Experimental Musical Instruments, v/2 (1989) p. 17–19 ; éd. rév. dans Organised Sound, i/1, 1996, p. 3–11
- « The Musical Potential of Found Objects in New Instruments Invented by Young People », Musicworks no 57, 1994, p. 14–20
- « My Invented Instruments and Improvisation », Rubberneck no 22, 1996, p. 36–43 ; éd. rév. dans Avant no 1, 1997, p. 12–15.

## Discographie
Avec Derek Bailey, Evan Parker et Jamie Muir :
- The Music Improvisation Company (ECM, 1970) avec Christine Jeffrey
- The Music Improvisation Company 1968-1971 (Incus, 1968-71 [1976])